# Glinojeck (gmina)
Pour les articles homonymes, voir Glinojeck.
Glinojeck est une gmina rurale du powiat de Ciechanów, dans la Voïvodie de Mazovie, dans le centre-est de la Pologne.
Son siège administratif est la ville de Glinojeck, qui se situe approximativement à 25 kilomètres à l'ouest de Ciechanów (siège du powiat) et 83 kilomètres au nord-ouest de Varsovie (capitale de la Pologne).
La gmina couvre une superficie de 153,49 km2 pour une population de 7 937 habitants en 2006, avec une population de la ville de Glinojeck de 3 052 habitants et une population de la partie rurale de la gmina à 4 885 habitants.

## Histoire
De 1975 à 1998, la gmina est attachée administrativement à la voïvodie de Ciechanów. Depuis 1999, elle fait partie de la voïvodie de Mazovie.

## Géographie
Outre la ville de Glinojeck, la gmina inclut les villages et localités suivantes :
- Bielawy
- Brody Młockie
- Budy Rumockie
- Dreglin
- Dukt
- Działy
- Faustynowo
- Gałczyn
- Huta
- Janowo
- Juliszewo
- Kamionka
- Kondrajec Pański
- Kondrajec Szlachecki
- Kowalewko
- Krusz
- Lipiny
- Luszewo
- Malużyn
- Nowy Garwarz
- Ogonowo
- Ościsłowo
- Pieńki Faustynowskie
- Płaciszewo
- Rumoka
- Sadek
- Śródborze
- Stary Garwarz
- Strzeszewo
- Sulerzyż
- Szyjki
- Szyjki Stare
- Wkra
- Wkra-Kolonia
- Wola Młocka
- Wólka Garwarska
- Zalesie
- Zawiłka
- Żeleźnia
- Zygmuntowo

### Gminy voisines
La gmina de Glinojeck est voisine des gminy suivantes :
- Baboszewo
- Ciechanów
- Ojrzeń
- Raciąż
- Sochocin
- Strzegowo